# Александра Савановић
Александра Савановић (30. август 1994) српска је фудбалерка, која игра на средини терена. Наступа за женски фудбалски клуб Црвена звезда са којим се такмичи у Суперлиги Србије у фудбалу за жене.

## Успеси
Спартак Суботица
Победник
- Суперлига Србије у фудбалу за жене (3): 2011–12, 2012–13, 2013–14